# Tony Strobl
Anthony Joseph Strobl, detto Tony (Cleveland, 12 maggio 1915 – Los Angeles, 29 dicembre 1991), è stato un fumettista statunitense.

## Biografia e carriera
Si formò artisticamente alla Cleveland School of Art, tra il 1933 e il 1937, compagno di studi di Jerry Siegel e Joe Shuster.
Incominciò la carriera nel 1938, lavorando al film di animazione Fantasia. Collaborò anche ai film Pinocchio e Dumbo, prima di entrare nell'esercito nella seconda guerra mondiale. Dopo la guerra, Strobl decise di abbandonare il campo dell'animazione e concentrarsi sui fumetti. Incominciò alla Western Publishing nel 1947, dove la sua prima storia fu Bucky Bug (pubblicata in Walt Disney's Comics and Stories).
Per tutti gli anni cinquanta, Strobl fu uno dei principali artisti dell'universo dei paperi, a fianco di Phil De Lara, Dick Moores e naturalmente Carl Barks. Verso la metà degli anni sessanta, Strobl ricevette dalla Disney l'incarico di disegnare fumetti su base freelance per pubblicazioni al di fuori degli Stati Uniti (in Italia venivano pubblicate da Topolino). A lui si devono, in particolare, le molte storie ambientate al Papersera, il quotidiano diretto da Paperon de' Paperoni, nella cui redazione lavoravano anche i nipoti Paperino e Paperoga.
Lavorò per la Disney fino al 1986-87, quando scriveva una striscia quotidiana e una pagina domenicale di Paperino. I disegni di Strobl sono facilmente riconoscibili per il suo stile semplice e chiaro. Oltre al suo lavoro per la Disney, Strobl illustrò storie anche con Bugs Bunny alla Western.